# Lestinogomphus matilei
Lestinogomphus matilei – gatunek ważki z rodziny gadziogłówkowatych (Gomphidae).